# Motal
Motal (bělorusky: Моталь, rusky: Мотоль, v jidiš: מאתלא) je městys v Brestské oblasti v Bělorusku, ležící při řece Jaselda asi 32 kilometrů od města Pinsk. V minulosti náležel v závislosti na územních změnách pod Ruské impérium, druhou Polskou republiku a Sovětský svaz. Před druhou světovou válkou byl Motal sídlo typu štetl. K roku 1937 zde žilo 4297 obyvatel, z nichž 1354 byli Židé.
Mezi místní rodáky patří:
- první izraelský prezident dr. Chajim Weizmann
- Phil Chess, americký hudební producent